# Подгорнский сельсовет (Пензенская область)
Подгорнский сельсовет — сельское поселение в Башмаковском районе Пензенской области Российской Федерации.
Административный центр — село Подгорное.

## История
Статус и границы сельского поселения установлены Законом Пензенской области от 2 ноября 2004 года № 690-ЗПО «О границах муниципальных образований Пензенской области».

## Население
| 2010 | 2012 | 2013 | 2014 | 2015 | 2016 | 2017 |
| ---- | ---- | ---- | ---- | ---- | ---- | ---- |
| 377  | ↘349 | ↘339 | ↘328 | ↘317 | ↗321 | ↗325 |
| 2018 | 2021 |      |      |      |      |      |
| ↘310 | ↗372 |      |      |      |      |      |

## Состав сельского поселения
| № | Населённый пункт | Тип населённого пункта       | Население |
| - | ---------------- | ---------------------------- | --------- |
| 1 | Займище          | посёлок                      | 0         |
| 2 | Подгорное        | село, административный центр | ↘374      |
| 3 | Рудовка          | посёлок                      | 3         |